# Sandkasse
For Wikipedias område til prøveredigeringer og tests se Wikipedia:Sandkassen
En sandkasse er en beholder til sand, hvor børn kan lege, fx ved at grave i eller bygge med sandet. Børn har tit legetøj med i sandkassen som for eksempel skovle og spande. De fleste sandkasser er bygget op af en ramme, som kan variere i størrelse og materiale, men laves som regel i træ. Nogle sandkasser har et indbygget låg, sådan at man kan lukke sandkassen når man ikke bruger den. Man finder som regel sandkasser på legepladser og i forskellige institutioner til børn. Nogle familier har en sandkasse hjemme i haven. Sandkasser er lette at bygge selv, og kan let klares på en halv dag. Det kan være en god idé at placere sandkassen i skygge, så børnene ikke bliver solskoldet ved at lege i sandkassen.
Katte kan godt lide det løse sand i sandkasser, og vil gerne bruge sandkassen som toilet. Det kan overføre sygdomme til børn som leger i sandkassen, så det kan være en god idé at dække sandkassen over når den ikke bliver brugt, eller gøre andet for holde kattene væk. 
Hans Dragehjelm er kendt for at introducere sandkassen til Danmark i 1908, nærmere bestemt på en grund i Christianshavn. 

## Fodnoter
1. ↑  "Begynderhaven – Haven på nettet om sandkasse". Arkiveret fra originalen 30. november 2010. Hentet 13. januar 2012.
2. ↑  Barnets Leg i Sandet, 1909. Danmarks Nationalleksikon, Hentet 9. juli 2025.